# Jean-Henri Levasseur
Jean-Henri Levasseur (ur. 29 maja 1764 w Beaumont-sur-Oise, zm. 6 maja 1826 w Paryżu) – francuski wiolonczelista, pedagog muzyczny i kompozytor.

## Życiorys
Jego nauczycielami byli François Cupis i Jean-Louis Duport. W latach 1782–1820 był członkiem orkiestry Opery Paryskiej, od 1789 roku na stanowisku pierwszego wiolonczelisty. Od 1795 do 1826 roku uczył gry na wiolonczeli w Konserwatorium Paryskim. Był członkiem nadwornej kapeli Napoleona Bonaparte oraz króla Ludwika XVIII.
Wspólnie z Pierre’em Baillotem, Charles’em Baudiotem i Charles’em-Simonem Catelem opublikował podręcznik Méthode de violoncelle et de basse d’accompagnement (Paryż 1804). Komponował etiudy, duety i sonaty na wiolonczelę. Jego uczniem był Auguste Franchomme.